# فيل فيلبس
فيل فيلبس (بالإنجليزية: Phil Phelps)‏ هو سياسي أمريكي، ولد في 1 مايو 1979 في فلينت في الولايات المتحدة. حزبياً، نشط في الحزب الديمقراطي. وقد انتخب عضو مجلس نواب ميشيغان ‏.

## وصلات خارجية
- الموقع الرسمي